# ドレスデン・アーメン

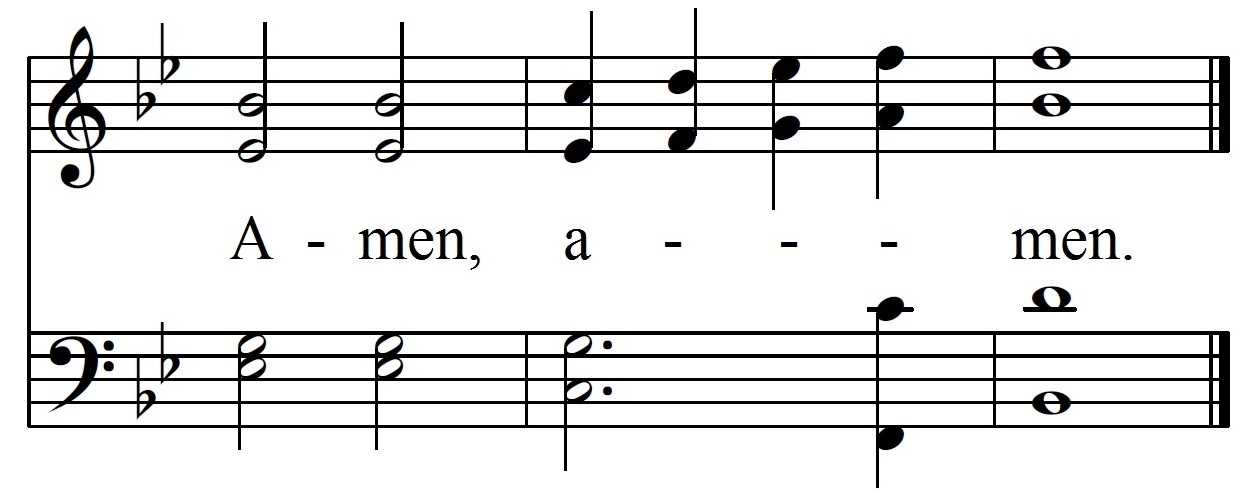
ドレスデン・アーメン。

ドレスデン・アーメン（ドイツ語: Dresdner Amen）は、6音から成る楽句。19世紀のはじめからドイツのザクセン州で教会の礼拝で合唱により歌われてい来た。このモチーフが最初に使用されたのはドレスデン市で、とりわけこの街との関係が深い。
この楽句は19世紀以降、作曲家たちにより様々な形で使用されている。

## 作曲
ドレスデン・アーメンを作曲したのはヨハン・ゴットリープ・ナウマン（1741年-1801年）であり、ドレスデンの王立教会で使用するためであった。これが人気を博し、ザクセン州内のカトリック教会とルーテル教会両方への広がりを見せた。もともとは3回のアーメンが唱えられるうち、2回目と3回目がドレスデン・アーメンとなった。

## クラシック音楽での使用例
フェリックス・メンデルスゾーンは交響曲第5番『宗教改革』の中でドレスデン・アーメンを使用している。第1楽章においてモチーフが弦楽器で奏される。下記はその場面の譜例。
リヒャルト・ワーグナーもこの主題を用いており、最も著名なのは最後の楽劇『パルジファル』である。ワーグナーは1842年から1849年までドレスデンでカペルマイスターを務めていたが、おそらく彼がこのモチーフを知ったのは幼い頃に足を運んだドレスデンの教会だったのではなかろうかと思われる。それ以前のオペラである『恋愛禁制』や、『タンホイザー』の第3幕にもドレスデン・アーメンが見出される。
ブルックナーは複数のモテット（『キリストは従順であられた』 WAB11、『エサイの枝は芽を出し』 WAB52、『王の御旗は翻る』 WAB51）、交響曲第5番の終楽章、そして交響曲第9番のアダージョに使用した。マーラーには交響曲第1番『巨人』の第4楽章に使用例があり、ファリャはペドロ・カルデロン・デ・ラ・バルカの『世界大劇場』への付随音楽で用いている。スクリャービンは交響曲第3番の第1楽章に、ドレスデン・アーメンを連想させる主題を挿入している。ストラヴィンスキーは『詩篇交響曲』の第3楽章をドレスデン・アーメンの短縮版で開始しており、トニック・ペダルに乗せたドミナントの和音で終結させている。
エリック・ボールはキリストの最初と2度目の訪れを描いた交響詩『The Kingdom Triumphant』で、讃美歌『Helmsley』の提示前にドレスデン・アーメンを用いている。カール・デイヴィスは1925年のサイレント映画『ベン・ハー』を音声補完した再構成版のために書いた楽曲で、とりわけキリストの生涯を描いたシーンにドレスデン・アーメンを目立って使用している。ジョン・サンダースの『Responses for Evensong』はドレスデン・アーメンに基づいて作られている。